# Улица Трофимова (Москва)
У́лица Трофи́мова — улица в Москве, названная в честь Героя Советского Союза В. В. Трофимова (1925 — 1944), до начала Великой Отечественной войны жившего на ней. Идёт от 2-го Кожуховского проезда до Южнопортовой улицы.
Проходит по территории двух районов Москвы, Даниловского (ЮАО) и Южнопортового (ЮВАО). Имеется съезд с третьего кольца, проходит над Проспектом Андропова, к ней примыкает 2-й Южнопортовый проезд.

## История

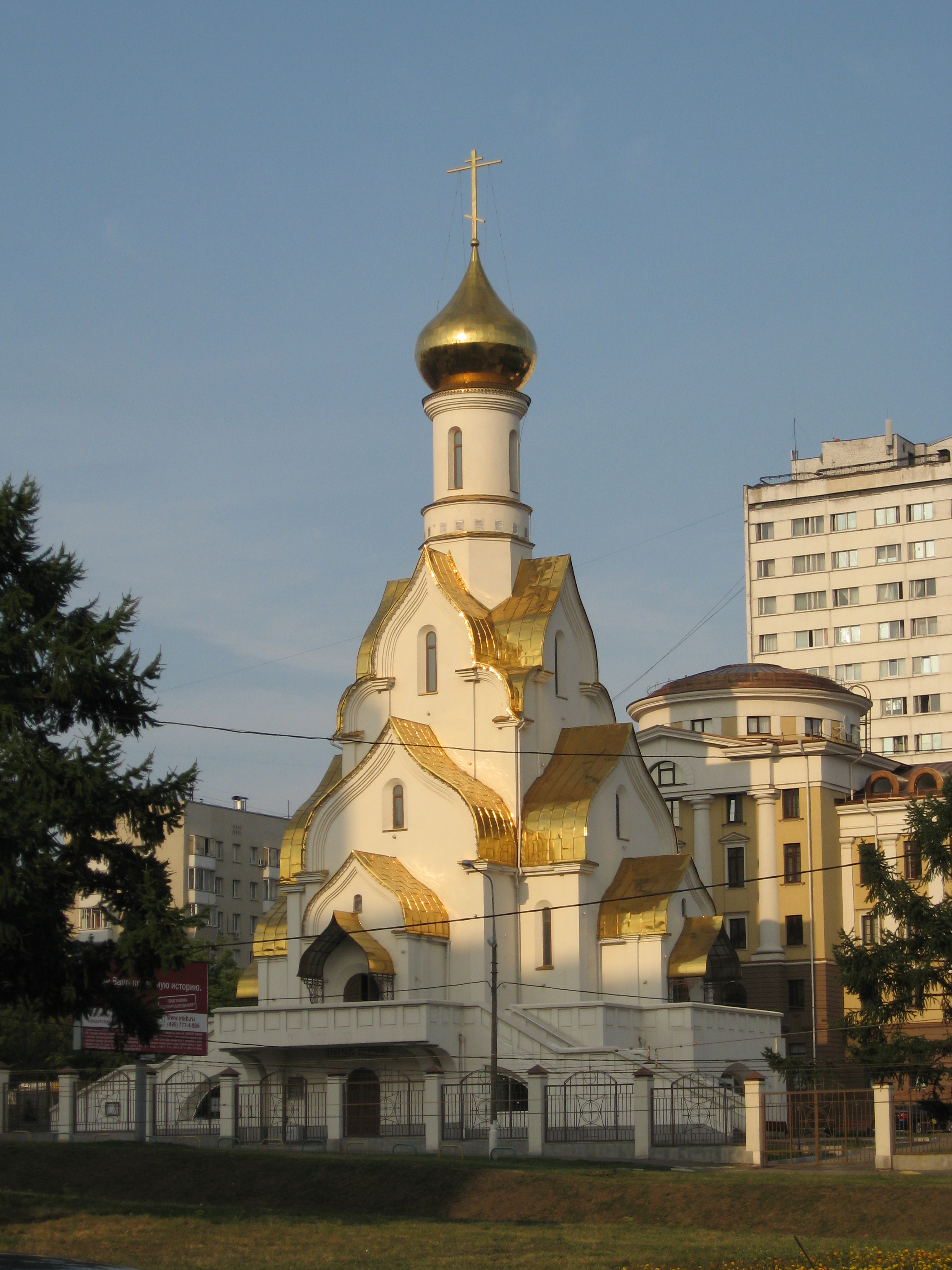
Храм Александра Невского

В 2008 году на ней была построена Церковь Александра Невского в Кожухове.

## Транспорт
Начало улицы в пешеходной доступности от метро Автозаводская, конец — метро Кожуховская